# Ligne de Novéant à Gorze
 (décembre 2021).
Si vous disposez d'ouvrages ou d'articles de référence ou si vous connaissez des sites web de qualité traitant du thème abordé ici, merci de compléter l'article en donnant les références utiles à sa vérifiabilité et en les liant à la section « Notes et références ».
La ligne de Novéant à Gorze reliait Novéant à Gorze , deux communes d'environ 2 000 habitants chacune, située dans l'arrondissement de Metz, en Moselle.

## Histoire

### Origine du chemin de fer
Lorsque, après la guerre franco-allemande de 1870/71, une grande partie de la Lorraine a été rattachée au Reich allemand, la nouvelle frontière entre Metz et Nancy a été établie au sud-ouest de la commune de Novéant. La gare de cette commune, ouverte en 1850 en même temps que la ligne de chemin de fer reliant Nancy à Metz le long de la vallée de la Moselle, était désormais une gare frontière, où tous les trains rapides devaient marquer l'arrêt.
Afin de relier au réseau ferré la petite ville de Gorze, située à environ six kilomètres de Novéant, et de mieux desservir la frontière pour des raisons stratégiques, il était prévu, à la fin du 19e siècle, la construction d’une ligne de chemin de fer parallèle à la frontière. Cette ligne, issue de Novéant, se serait dirigée vers le nord-ouest vers Gorze, Rezonville, Gravelotte, Vernéville et Amanvillers. Mais les autorités ne parvinrent à trouver aucune entreprise acceptant de prendre en charge la construction et l’exploitation de cette ligne.
Il fut ensuite décidé de construire, dans la région de Thionville, un vaste réseau de tramways à voie métrique. La société concessionnaire, la Eisenbahn-Bau- und Betriebsgesellschaft Vering & Waechter GmbH & Co. KG, basée à Berlin, accepta que lui soit également confiée par l'État la concession de la liaison ferroviaire frontalière au départ de Novéant. Cette société fonda à cette fin, avec la Eisenbahnbau-Gesellschaft Becker & Co. GmbH, une société basée à Thionville, dénommée Lothringische Eisenbahn-AG, qui obtint la concession du réseau de Thionville et de la ligne de Novéant à Gorze.
Les habitants de Novéant s'opposèrent à ce qu'un chemin de fer à vapeur traverse le village. La traction électrique a donc été retenue.
Afin de permettre les échanges marchandises avec la ligne de Nancy à Metz, une gare d'échange fut créée à l'extérieur de la ville. La ligne était en site propre en dehors de la traversée de Novéant, et le terminus de Gorze se trouvait à l'écart du village.
Afin de répondre aux échéances fixées par le gouvernement, la ligne fut ouverte dès le 28 décembre 1912, alors que le matériel de transport des voyageurs n'était pas encore disponible. Un moyen temporaire de substitution fut mis en place, avec une locomotive électrique tractant une voiture voyageurs.
Plus tard, le parc de la ligne fut constitué de deux motrices de type « tramways », de deux remorques voyageurs, d'une locomotive électrique et de trois wagons à marchandises.
La ligne, à voie unique et à l'écartement standard de 1,435 m, ne disposait d'aucun évitement. Elle était électrifiée en courant continu à la tension de 750 V.
La desserte initiale prévoyait 14 paires de trains par jour.

### Développement ultérieur et fin
Lorsque la Première Guerre mondiale a commencé en 1914, la zone frontière et par conséquent la ligne de Novéant à Gorze se trouvaient à proximité immédiate de la zone de combat. L'exploitation de la ligne fut par conséquent régulièrement affectée, puis interrompue. Les tramways ont été transférés en 1916 à Sarrelouis, où ils sont finalement restés ; le trafic résiduel fut assuré par la locomotive électrique.
Après le retour de la Moselle sous juridiction française, les actifs de la Lothringische Eisenbahn-AG furent mis sous séquestre et gérés par l'entité désignée Liquidation de la Société anonyme lorraine de chemins de fer électriques.
Après de longues tractations avec le département de la Moselle, l'exploitation de la ligne a été confiée en 1924 à la Société générale des chemins de fer économiques.
Après réparation des dommages de guerre, la ligne est remise en service à compter de juillet 1919. Le trafic voyageurs fut alors assuré par la locomotive électrique et un wagon de marchandises transformé en voiture voyageurs. Jusqu'en 1920, le terminus voyageurs se situait à la gare de marchandises. En 1926, le trafic voyageurs justifia l'acquisition d'une motrice de type « tramway » à propulsion thermique accompagné d'une remorque. La desserte resta cependant limitée à 5 paires de trains quotidiens.
Dans les années suivantes, le développement de plusieurs lignes de car concurrentes amena les voyageurs à privilégier ce mode de transport routier. Cela conduisit le département de la Moselle à décider la fermeture temporaire de la ligne à compter du 1er juillet 1933. Cette fermeture fut cependant définitive et les installations furent démantelées en 1935.